# Festival da Canção 2017
Das 50. Festival da Canção fand am 5. März 2017 im Coliseu dos Recreios in Lissabon statt. Der austragende Fernsehsender war Rádio e Televisão de Portugal. Gleichzeitig diente es als portugiesischer Vorentscheid für den Eurovision Song Contest 2017 in der Ukraine. Die Vorrunde fand mit 16 Teilnehmern, das Finale mit 8 Teilnehmern statt.
Im Finale am 5. März wurde per Jury- und Televoting abgestimmt. Sieger des Wettbewerbs und damit Portugals Beitrag zum Eurovision Song Contest in Kiew war der Sänger Salvador Sobral mit dem Song Amar pelos dois, der im Finale mit 758 Punkten den 1. von 26. Plätzen belegte und dadurch den Wettbewerb gewinnen konnte. Gleichzeitig war es der erste Sieg für Portugal bei diesem Wettbewerb.

## Halbfinale

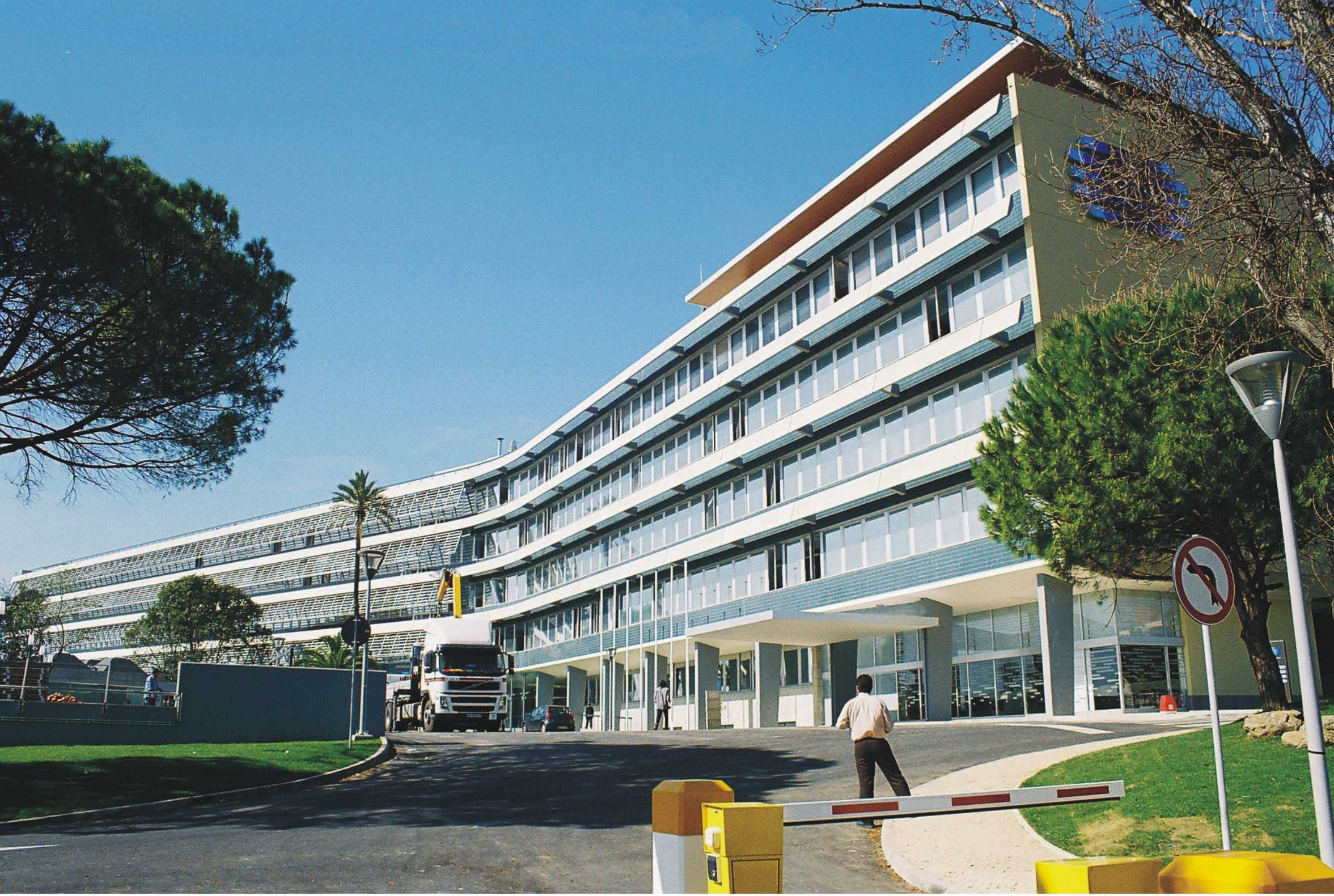
RTP Studio in Lissabon

### Erstes Halbfinale
Das erste Halbfinale fand am 19. Februar 2017 im RTP Studio in Lissabon statt. Sónia Araújo und José Carlos Malato moderierten die Sendung. Die vier bestplatzierten Interpreten qualifizierten sich für das Finale.
| Platz | Startnr. | Interpret         | Lied Musik (M) und Text (T)                                                   | Sprache       | Übersetzung (inoffiziell)              | Punkte | Punkte    | Punkte |
| Platz | Startnr. | Interpret         | Lied Musik (M) und Text (T)                                                   | Sprache       | Übersetzung (inoffiziell)              | Jury   | Zuschauer | Gesamt |
| ----- | -------- | ----------------- | ----------------------------------------------------------------------------- | ------------- | -------------------------------------- | ------ | --------- | ------ |
| 01.   | 08       | Viva La Diva      | Nova glória M/T: Nuno Gonçalves                                               | Portugiesisch | Neuer Ruhm                             | 10     | 12        | 22     |
| 02.   | 07       | Salvador Sobral   | Amar pelos dois M/T: Luísa Sobral                                             | Portugiesisch | Liebe für zwei                         | 12     | 08        | 20     |
| 03.   | 03       | Fernando Daniel   | Poema a dois M: Nuno Feist; T: Nuno Marques da Silva                          | Portugiesisch | Gedicht für zwei                       | 07     | 10        | 17     |
| 04.   | 04       | Deolinda Kinzimba | O que eu vi nos meus sonhos M: Rita Redshoes; T: Rita Redshoes, Senhor Vulcão | Portugiesisch | Was ich in meinen Träumen gesehen habe | 08     | 04        | 12     |
| 05.   | 02       | Golden Slumbers   | Para perto M/T: Samuel Úria                                                   | Portugiesisch | Näher                                  | 06     | 05        | 11     |
| 06.   | 06       | Lisa Garden       | Without You M: Pedro Saraiva, T: Lisa Garden, Pedro Saraiva                   | Englisch      | Ohne Dich                              | 04     | 07        | 11     |
| 07.   | 05       | Rui Drumond       | O teu melhor M/T: Héber Marques                                               | Portugiesisch | Dein Bestes                            | 03     | 06        | 09     |
| 08.   | 01       | Márcia            | Agora M/T: Márcia                                                             | Portugiesisch | Jetzt                                  | 05     | 03        | 08     |

 Kandidat hat sich für das Finale qualifiziert.

### Zweites Halbfinale
Das zweite Halbfinale fand am 26. Februar 2017 im RTP Studio in Lissabon statt. Tânia Ribas de Oliveira und Jorge Gabriel moderierten die Sendung. Die vier bestplatzierten Interpreten qualifizierten sich für das Finale. 
| Platz | Startnr. | Interpret         | Lied Musik (M) und Text (T)                        | Sprache       | Übersetzung (inoffiziell)          | Punkte | Punkte    | Punkte |
| Platz | Startnr. | Interpret         | Lied Musik (M) und Text (T)                        | Sprache       | Übersetzung (inoffiziell)          | Jury   | Zuschauer | Gesamt |
| ----- | -------- | ----------------- | -------------------------------------------------- | ------------- | ---------------------------------- | ------ | --------- | ------ |
| 01.   | 06       | Celina da Piedade | Primavera M/T: Alex Gaspar, Celina da Piedade      | Portugiesisch | Frühling                           | 12     | 07        | 19     |
| 02.   | 07       | Jorge Benvinda    | Gente bestial M/T: Nuno Figueiredo                 | Portugiesisch | Bestialische Menschen              | 07     | 10        | 17     |
| 03.   | 04       | Pedro Gonçalves   | Don’t Walk Away M/T: João Pedro Coimbra            | Englisch      | Geh nicht weg                      | 04     | 12        | 16     |
| 04.   | 02       | Lena d'Água       | Nunca me fui embora M/T: Pedro Silva Martins       | Portugiesisch | Ich bin nie gegangen               | 10     | 04        | 14     |
| 05.   | 03       | Beea              | Ao teu olhar M/T: Jorge Fernando                   | Portugiesisch | In Deinen Augen                    | 08     | 05        | 13     |
| 06.   | 05       | Helena Kendall    | Andamos no céu M/T: João Só                        | Portugiesisch | Wir gehen in den Himmel            | 05     | 08        | 13     |
| 07.   | 01       | David Gomes       | My Paradise M: Tóli César Machado, T: Joana Duarte | Englisch      | Mein Paradies                      | 06     | 06        | 12     |
| 08.   | 08       | Inês Sousa        | Se o tempo não falasse M/T: Noiserv                | Portugiesisch | Wenn die Zeit nicht sprechen würde | 03     | 03        | 06     |

 Kandidat hat sich für das Finale qualifiziert.

## Finale

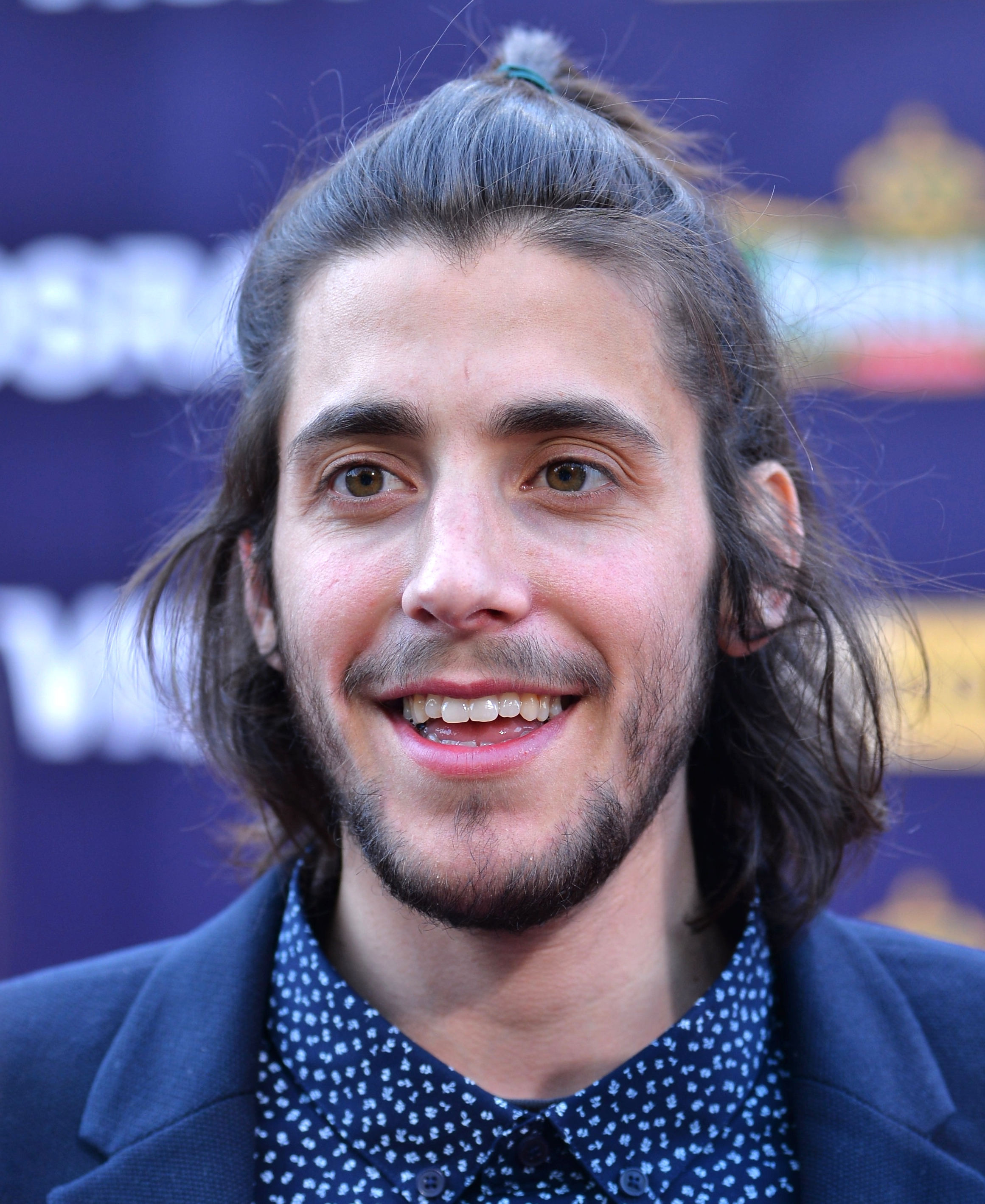
Der Sieger des Wettbewerbes Salvador Sobral

Das Finale fand am 5. März 2017 im Coliseu dos Recreios in Lissabon statt. Sílvia Alberto & Catarina Furtado moderierten die Sendung und der Interpret mit den meisten Gesamtpunkten aus Jury- und Televoting durfte Portugal beim Eurovision Song Contest 2017 vertreten. 
| Platz | Startnr. | Interpret         | Lied Musik (M) und Text (T)                                                   | Punkte | Punkte    | Punkte |
| Platz | Startnr. | Interpret         | Lied Musik (M) und Text (T)                                                   | Jury   | Zuschauer | Gesamt |
| ----- | -------- | ----------------- | ----------------------------------------------------------------------------- | ------ | --------- | ------ |
| 01.   | 04       | Salvador Sobral   | Amar pelos dois M/T: Luísa Sobral                                             | 12     | 10        | 22     |
| 02.   | 08       | Viva La Diva      | Nova glória M/T: Nuno Gonçalves                                               | 06     | 12        | 18     |
| 03.   | 06       | Celina da Piedade | Primavera M/T: Alex Gaspar, Celina da Piedade                                 | 10     | 06        | 16     |
| 04.   | 01       | Jorge Benvinda    | Gente bestial M/T: Nuno Figueiredo                                            | 10     | 05        | 15     |
| 05.   | 05       | Fernando Daniel   | Poema a dois M: Nuno Feist, T: Nuno Marques da Silva                          | 07     | 07        | 14     |
| 06.   | 02       | Pedro Gonçalves   | Don’t Walk Away M/T: João Pedro Coimbra                                       | 05     | 08        | 13     |
| 07.   | 03       | Lena d'Água       | Nunca me fui embora M/T: Pedro Silva Martins                                  | 05     | 03        | 08     |
| 08.   | 07       | Deolinda Kinzimba | O que eu vi nos meus sonhos M: Rita Redshoes, T: Rita Redshoes, Senhor Vulcão | 03     | 04        | 07     |

 Sieger des Finales und Teilnehmer am ESC 2017.